# Maurice Wijnen
Maurice Wijnen (Sittard, 3 mei 1970) is een Nederlandse theater- en televisiemaker, presentator en muziekproducent.

## Loopbaan
In het theater schreef Maurice Wijnen onder andere de musicals Diana met Vera Mann, The Dancing Queens en Tango de Valentino en maakte hij met André Breedland de bewerking voor de musical Ciske de Rat. Hij is mede scriptontwikkelaar van de musical Petticoat. Hij was tevens als assistent casting director betrokken bij Joop van den Ende Theaterproducties waar hij tegenwoordig creative affairs behartigt. Zijn doorbraak op televisie kwam als rechterhand van Marianne van Wijnkoop in het RTL 4-programma X-factor in 2006. Daarna was hij bij SBS6 te zien als jurylid tijdens het 1e en het 2e seizoen van So You Wannabe A Popstar. In 2008 en 2009 vormde hij samen met Henkjan Smits en Patricia Paay de jury van het programma Popstars en in 2010 deed hij dit samen met Henkjan Smits, Marc-Marie Huijbregts en Simone Walraven.
Maart 2010 is Maurice samen met Lavelle Smith jr, Mark Summers en Lien Degol te zien als jurylid van het SBS6-programma Move Like Michael Jackson.
Wijnen werkte onder andere mee aan het John Kraaijkamp Musical Awards Gala 2000-2009, Wie Wordt Tarzan en Op Zoek Naar Evita en Joseph.
Sinds 2011 is hij deskundige op het gebied van showbizz en theater voor het SBS6-programma Shownieuws.
Sinds 2013 is hij jurylid bij het SBS6-programma Sterren Dansen op het IJs, waar hij regelmatig Sterren Worden over het IJs Gesleept van maakt.
In 2014 verving hij in de jury van Sterren Springen in de halve finale juryvoorzitter Frans van de Konijnenburg, die een hartaanval kreeg vlak voor de uitzending, waardoor hij de halve finale niet kon jureren.
In 2014 was Wijnen kandidaat in De Slimste Mens. Hij haalde de finaleweek, maar verloor daarin van Erik Dijkstra. Wijnen haalde zodoende de vijfde plaats.